# Hedtjärnen (Dalby socken, Värmland)
Hedtjärnen är en sjö i Torsby kommun i Värmland och ingår i Göta älvs huvudavrinningsområde. Sjön är 9,4 meter djup, har en yta på 0,0795 kvadratkilometer och är belägen 383 meter över havet. Vid provfiske har abborre fångats i sjön.

## Delavrinningsområde
Hedtjärnen ingår i det delavrinningsområde (673705-134173) som SMHI kallar för Inloppet i Vingängsjön. Medelhöjden är 344 meter över havet och ytan är 29,14 kvadratkilometer. Räknas de 202 avrinningsområdena uppströms in blir den ackumulerade arean 7 153,96 kvadratkilometer. Avrinningsområdets utflöde Göta älv (Röa) mynnar i havet. Avrinningsområdet består mestadels av skog (73 procent). Avrinningsområdet har 1,02 kvadratkilometer vattenytor vilket ger det en sjöprocent på 3,5 procent. Bebyggelsen i området täcker en yta av 1,71 kvadratkilometer eller 6 procent av avrinningsområdet.